# Štadión Slavoja Trebišov
Štadión Slavoja Trebišov – stadion sportowy w Trebišovie, na Słowacji. Obiekt może pomieścić 3000 widzów. Swoje spotkania rozgrywają na nim piłkarze klubu FK Slavoj Trebišov.
7 czerwca 1992 roku na stadionie rozegrano spotkanie finałowe piłkarskiego Pucharu Czechosłowacji (Sparta Praga – Tatran Preszów 2:1).